# Heris (Teppich)

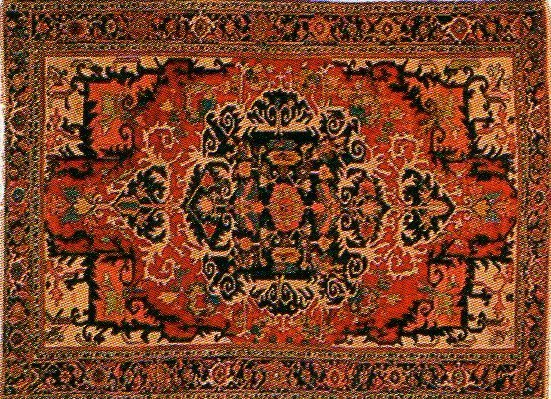
Alter Heris-Teppich aus dem 19. Jahrhundert

Der Heris, auch Bagschaich oder, meist in der englischen Literatur, Gorewan genannt, ist ein Teppich, der im nordwestpersischen Bagschaich-Gebiet (Provinz Ost-Aserbaidschan) in und um die namengebende Stadt Heris geknüpft wird. Teppiche werden im Heris-Gebiet seit Beginn des 19. Jahrhunderts hergestellt.
Heris-Teppiche gelten als äußerst strapazierfähig und sind bekannt für hohe Wollqualität, Verschleißfestigkeit und Dauerhaftigkeit. Zumeist werden sie für die Auskleidung von Fluren und Esszimmern genutzt. Regelmäßig tauchen sie als in großzügigem Stil gemusterte Teppiche und Brücken in kleinen bis mittelgroßen Formaten auf. Alte Heris-Typen weisen langgestreckte Kellei-Formate auf, die sich aufgrund ihrer ungeschichteten Kettfäden eher dünn anfühlen. Höhere Qualitäten sind durch alternierend geschichtete Kettfäden so dicht geknüpft, dass sie in ihrer Struktur den dichten und festen kurdischen Bidschar-Teppichen ähneln. Jüngere Heris-Teppiche sind oft annähernd quadratisch und zumeist hochflorig. Die flächenhaften Muster sind in weichgetönten pflanzlichen Farben gehalten. Im Zentrum sitzt zumeist ein großflächiges, rektilineares Medaillon mit betonten Eckpartien. Musterrapporte mit großzügigen, geometrischen floralen Ornamenten kommen ebenfalls vor. Der Grund ist in dunklem Ziegel- bis leuchtendem Hellrot gehalten, gelegentlich weiß, eher selten blau; die weißen Ecken kontrastieren kräftig. Die Musterteile sind in leuchtenden Farben gehalten.
Heris-Teppiche wurden früher auf wollenem, seit Anfang des 20. Jahrhunderts auf baumwollenem Grundgewebe mit zumeist doppeltem Schussfaden und einer Knotendichte zwischen 80.000 und 160.000 Knoten pro Quadratmeter geknüpft. Traditionell werden symmetrische („türkische“) Knoten geknüpft.

## Geschichte

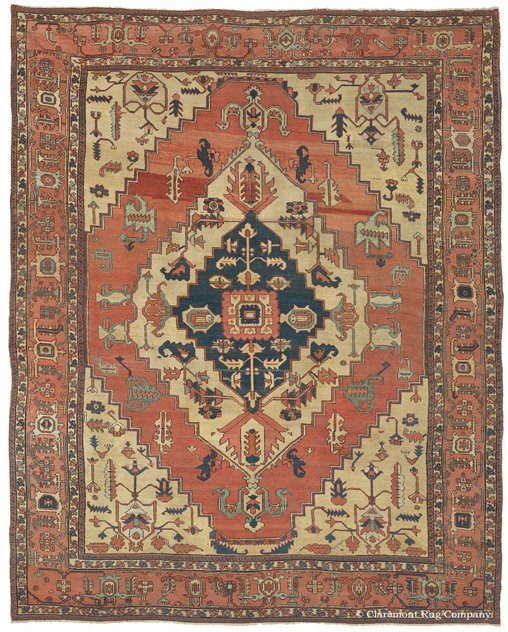
Teppich aus dem Heris-Gebiet („Serapi“), ca. 1875.

Unter drei Herrschern der persischen Kadscharen-Dynastie, namentlich Fath Ali Schah, Nāser ad-Din Schah und Mozaffar ad-Din Schah wurden alte Traditionen der persischen Monarchie wiederbelebt, wozu auch die des Teppichknüpfens zählte. Ab etwa 1885 weiteten Teppichknüpfer von Täbris, das etwa 60 km von Heris entfernt liegt, ihre Manufakturbetriebe aus und begründeten die moderne persische Teppichknüpferei. Zeitgleich wurden Teppiche in großer Anzahl nach Europa exportiert. Der europäische Markt diktierte dabei die Gestaltungsformen. Einerseits sollten die Teppichformate breiter und kürzer fabriziert werden, andererseits das klassische „Lechek Torūnj“-Muster (Medaillon-und-Ecken) aufweisen, das zu dieser Zeit in Täbris verbreitet war. A. Cecil Edwards, Autor einer klassischen Monografie über den persischen Teppich, geht davon aus, dass Knüpfereien in Täbris die Herstellung derartiger Teppiche in den Dörfern des Heris-Gebiets in Auftrag gaben. Die Heris-Knüpfer übernahmen zwar Format und Muster, behielten aber ihre Knüpf- und Mustertraditionen bei. Da sich eine Knüpfung mit symmetrischen Knoten eher für rektilineare Muster anbietet, veränderte sich das klassisch kurvilineare Muster der Täbris-Teppiche hin zu den heute bekannten Heris-Mustern.

### Historische Knüpfregionen im Heris-Gebiet
Edwards identifizierte drei Regionen im Heris-Gebiet, deren historische Produktion sich in Knüpfweise, Muster und Farben unterschied:
1. Karadscha: Teppiche aus dieser Region haben meist Kellei- oder Langformat, ca. 150–200 × 300–600 cm. Der Grund ist einschüssig gewebt, der Flor sehr dicht. Die Muster gleichen sich in allen Dörfern der Karadscha-Region. Die Grundfarbe des Feldes war Krapprot, die Bordüren sind in dunklem Indigoblau gehalten. Im Feld befinden sich meist drei bis fünf Sterne, deren mittlerer dunkelblau, die anderen cremeweiß oder dunkelgrün. Mitte des 20. Jahrhunderts wurden in der Karadscha-Region etwa 800 Teppiche pro Jahr geknüpft.
2. Heris-Distrikt: Hierzu zählen die Orte Heris, Mehriban, Bakschaisch, Asleh, Sarai, und Sainsarai. Mit Ausnahme der Exemplare aus Bilverdi, war der Grund der im engeren Herisgebiet geknüpften Teppiche stets zweischüssig gewebt. Hier entstanden Teppiche mit dem „klassischen“ Medaillonmuster. Edwards nimmt an, dass in der ersten Hälfte des 19. Jahrhunderts insgesamt eine halbe Million Teppiche im engeren Umfeld der Stadt Heris geknüpft worden sind. Im Unterschied zu anderen Regionen verwendeten die Knüpfer im Heris-Gebiet keine maßstäblichen Vorzeichnungen der Teppichmuster auf Papier („Kartons“), sondern kleine, mit Mustern bedruckte Stoffstreifen, von denen ausgehend sie einen Teppich in jedem Maßstab herstellen konnten. Ursprünglich verwendeten die Knüpfer in Heris Wolle der Schahsavan-Nomaden, die aufgrund ihrer hohen Qualität auch die gute Haltbarkeit der Teppiche mitbedingte. Mitte des 20. Jahrhunderts wurde aufgrund der hohen Nachfrage minderwertige Wolle zugekauft, die, mit wenig lichtechten synthetischen Farben gefärbt, zu einer Qualitätsverschlechterung der Teppiche führte.
3. Sarāb-Distrikt: Auch hier wurden überwiegend Kellei- oder Läuferformate geknüpft. Im östlichen Teil des Distrikts wurden Läufer geringerer Qualität hergestellt, die überwiegend in der Stadt Ardabil auf den Markt kamen. Die besseren Qualitäten entstanden im Gebiet um die Stadt Sarāb selbst und wurden nach ihr als „Serapi“-Teppiche benannt. Das Grundgewebe ist mit abwechselnd geschichteten Kettfäden eng und dicht. Der Teppichgrund ist meist in kamelbraun gehalten, die typischen rautenförmigen Medaillons in kupferroten Schattierungen. 1948 war die Teppichknüpferei in Sarāb weitgehend zum Erliegen gekommen.

Alte Heris-Teppiche werden heute im Handel gerne als „Serapi“ bezeichnet, auch wenn sie keine der typischen Merkmale des Sarāb-Distrikts aufweisen. Authentische Serapi-Teppiche sind deutlich teurer sind als andere Teppiche der Heris-Region.

### Moderne Produktion
In der heutigen Produktion werden folgende Provenienzen unterschieden: Heris-Ahar, Heris-Gorawan, Heris-Mehrawan und Heris-Yorgaghan. Unter diesen sind die „Mehrawan“- und „Ahar“-Teppiche am dichtesten geknüpft. Teppiche mit einem mehr kurvilinearen Medaillon werden ebenfalls als „Ahar“ bezeichnet. Die modernen Begriffe beschreiben eher Qualitätsunterschiede als den genauen Ort der Herstellung. Seit den 1990er Jahren werden vermehrt auch wieder Naturfarben verwendet.